# Naturschutzgebiet Forst Bredelar
Das Naturschutzgebiet Forst Bredelar mit einer Größe von 450,6 ha liegt nördlich von Bredelar im Stadtgebiet von Marsberg im Hochsauerlandkreis. Das Gebiet wurde 2001 mit dem Landschaftsplan Hoppecketal durch den Hochsauerlandkreis als Naturschutzgebiet (NSG) ausgewiesen. Das NSG stellt seit 2004 eine Teilfläche des Fauna-Flora-Habitat-Gebietes (FFH) Bredelar, Stadtwald Marsberg und Fürstenberger Wald (Natura 2000-Nr. DE-4519-306) im Europäischen Schutzgebietssystem nach Natura 2000 mit 2.655 ha Größe dar. Östlich schließt sich im Stadtgebiet Marsberg direkt das Naturschutzgebiet Forst Bredelar / Obermarsberger Wald an, welches ebenfalls zum FFH-Gebiet Bredelar, Stadtwald Marsberg und Fürstenberger Wald gehört. Das NSG gehört seit 2023 zum Vogelschutzgebiet Diemel- und Hoppecketal mit angrenzenden Wäldern.

## Beschreibung
Das NSG umfasst ein Waldgebiet. Im Wald finden sich Rotbuchenwald, Eichen-Buchenwälder, Erlenwälder und Bereiche mit Nadelholz.